# Alicja Lichtenbaum-Lasecka
Lichtenbaum-Lasecka Alicja właśc. Lichtenbaum Alicja, (ur. 4 lutego 1895 w Warszawie, zm. 5 sierpnia 1944 w Warszawie) – działaczka patriotyczna i niepodległościowa, członkini Polskiej Organizacji Wojskowej, pracownica Biura Informacji i Propagandy KG ZWZ-AK, łączniczka Dywersji i Sabotażu Kobiet Kierownictwa Dywersji KG AK, łączniczka KON (Konwent Organizacji Niepodległościowych). 

## Życiorys
Urodziła się 2 lutego 1895 roku w Warszawie w zamożnej, inteligenckiej rodzinie żydowskiej. Ojcem był Lejb Lichtenbaum (ekonomista), a matką Chana z domu Ejzenman. Rodzina zamieszkiwała na ulicy Marszałkowskiej. Po ukończeniu pensji żeńskiej Tołwińskiej rozpoczęła naukę na kursach pedagogicznych Jana Miłkowskiego i wykładach Wolnej Wszechnicy Polskiej. Ukończyła Szkołę Handlową w Monachium. Po rozpoczęciu I wojny światowej wyjechała do Zurychu. Wstąpiła na tamtejszy Uniwersytet, studiowała historię. Rozpoczęła tam również działalność w Towarzystwie Bratniej Pomocy oraz w Samopomocy Polskiej. W 1915 roku przeniosła się na uniwersytet w Paryżu.
W 1916 roku powróciła do Polski. Wstąpiła do Polskiej Organizacji Wojskowej i  Ligi Kobiet Polskich Pogotowia Wojennego „B”. Służyła sekretarka w Komendzie Okręgu Warszawa-Praga I POW, następnie do grudnia 1917 r. była sekretarką w Komendzie Placu w Warszawie. Pomimo ukończenia kursu sanitarnego i odbyciu praktyk w szpitalu przydzielono ją do kolportażu, w którym działała do listopada 1918 roku. Podczas rozbrajania Niemców pracowała w Komendzie Garnizonowej w Warszawie. Używała wówczas pseudonimu „Lila Lasecka”.
Równolegle pracowała społecznie jako nauczycielka w zakładach dobroczynnych.
Podczas wojny polsko-bolszewickiej pracowała w Dowództwie Okręgu Korpusu nr I Warszawa. W maju 1920 roku wyruszyła do Kijowa jako kurierka do sztabu 3. Armii, a następnie została wysłana do Lidy, gdzie pozostała w sztabie 2 Armii. W listopadzie 1920 roku przydzielono ją jako asesora do Komendy Garnizonu Warszawa, a później do Ministerstwa Spraw Wojskowych.
Po rozpoczęciu II wojny światowej i kapitulacji Warszawy wstąpiła do Służby Zwycięstwu Polski. Była szefową kolportażu Dromaderek, a od 1940 roku kierowała punktem rozdzielczym prasy Wydziału Kolportażu Biura Informacji i Propagandy KG ZWZ-AK. Od października 1942 roku należała do Konwentu Organizacji Niepodległościowych. Posługiwała się pseudonimem „Maria”.
W kwietniu 1942 roku przeszła z kolportażu BIP KG AK do Dywersji i Sabotażu Kobiet (oddział DYSK) w Związku Odwetu KG AK. Jej mieszkanie na ul. Skolimowskiej 6 było udostępnione dla kierownictwa Wydziału V BIP KG ZWZ-AK. 
Po wybuchu powstania warszawskiego została łączniczką szefa Wydziału V BIP KG ZWZ-AK. Przenosiła prasę powstańczą ze Śródmieścia na Powiśle. Poległa 5 sierpnia 1944 roku u zbiegu ulic Nowy Świat i Pierackiego (obecnie ul. Foksal), gdy niosła prasę na ul. Oboźną. Zginęła przebiegając przez jezdnię Nowego Światu. Pochowana w bezimiennej mogile przy ul. Pierackiego.

## Ordery i odznaczenia
- Medal Niepodległości[5] 1931
- Krzyż Niepodległości[6]
- Krzyż POW[7] 6 sierpnia 1919